# فهرست قنات‌های شهرستان فسا
جدول زیر بر اساس آمار وزارت جهاد کشاورزی تهیه شده‌است. فهرست زیر قنات‌های شهرستان فسا در استان فارس را نشان می‌دهد.
| نام قنات          | موقعیت                   | نزدیک‌ترین روستا | طول قنات (متر) | تعداد میله چاه | عمق مادر چاه | دبی (لیتر بر ثانیه) | سطح زیر کشت (هکتار) |
| ----------------- | ------------------------ | --------------- | -------------- | -------------- | ------------ | ------------------- | ------------------- |
| آب بید            | بخش مرکزی شهرستان فسا    | روستا تنگ کرم   | ۱۰۰۰           | ۳۰             | ۳۵           | ۴۰                  | ۶۵                  |
| ابگرم هارم        | بخش مرکزی شهرستان فسا    | ابگرم           | ۱۰۰۰           | ۵              | ۱۲           | ۱۶                  | ۵۰                  |
| احمدآباد          | بخش ششده شهرستان فسا     | ششده            | ۱۵۰۰           | ۱۷۰            | ۴۰           | ۱۰                  | ۰                   |
| احمدآباد          | بخش مرکزی شهرستان فسا    | صحرارود         | ۵۰۰۰           | ۲۲۰            | ۲۸           | ۱۵                  | ۶۰                  |
| افتخاری           | بخش مرکزی شهرستان فسا    | روستا نامعلوم   | ۶۰۰۰           | ۱۸             | ۳۵           | ۲۴                  | ۶۰                  |
| انجیراب           | بخش مرکزی شهرستان فسا    | انجیرک          | ۵۰۰            | ۸۰             | ۳۰           | ۲۴                  | ۱۲۰                 |
| اکبرآباد سردشت    | بخش مرکزی شهرستان فسا    | اکبرآباد        | ۱۰۰۰۰          | ۳۰۰            | ۳۰           | ۴۰                  | ۰                   |
| باد خیرخیرآباد    | بخش مرکزی شهرستان فسا    | خیرآباد         | ۴۰۰۰           | ۱۵             | ۱۵           | ۱۶                  | ۲۰۰                 |
| بادامک            | بخش مرکزی شهرستان فسا    | خیرآباد         | ۱۰۰۰           | ۱۵۰            | ۱۵           | ۱۶                  | ۵۷                  |
| بانیان            | بخش مرکزی شهرستان فسا    | بانیان          | ۵۰۰۰           | ۱۸۵            | ۴۰           | ۱۲۰                 | ۳۵۰                 |
| بالا بید          | بخش مرکزی شهرستان فسا    | تنگ کرم         | ۵۰۰            | ۳۰             | ۳۴           | ۸۰                  | ۷۰                  |
| بخش‌آباد           | بخش مرکزی شهرستان فسا    | روستا نامعلوم   | ۴۰۰۰           | ۲۸۰            | ۱۲           | ۱۶                  | ۱۲۰                 |
| برمشاد            | بخش مرکزی شهرستان فسا    | کهنکویه         | ۴۰۰            | ۵۰             | ۲۰           | ۶                   | ۱۲                  |
| بنارجویه          | بخش مرکزی شهرستان فسا    | صحرارود         | ۳۰۰۰           | ۱۷۰            | ۲۶           | ۱۶                  | ۸۰                  |
| بنو               | بخش ششده شهرستان فسا     | ششده            | ۲۰۰۰           | ۱۵۰            | ۴۰           | ۲۰                  | ۰                   |
| بیدزرد            | بخش مرکزی شهرستان فسا    | دستجه           | ۷۰۰۰           | ۱۸۰            | ۱۰           | ۱۰                  | ۳۰                  |
| بیدک              | بخش مرکزی شهرستان فسا    | روستا نامعلوم   | ۲۰۰۰           | ۱۵۰            | ۳۰           | ۱۲                  | ۱۵۰                 |
| تاج‌آباد           | بخش مرکزی شهرستان فسا    | صحرارود         | ۴۰۰۰           | ۲۵۰            | ۲۵           | ۳۲                  | ۳۰۰                 |
| تقی‌آباد           | بخش ششده شهرستان فسا     | قادرآباد        | ۲۰۰۰           | ۹۰             | ۴۵           | ۱۲                  | ۱۷۰                 |
| جعفری             | بخش مرکزی شهرستان فسا    | دستجه           | ۴۰۰۰           | ۳۲۰            | ۳۲           | ۴۰                  | ۲۰۰                 |
| جلال‌آباد          | بخش مرکزی شهرستان فسا    | جلال‌آباد        | ۴۰۰۰           | ۳۰۰            | ۳۰           | ۱۶                  | ۲۰۰                 |
| حسن‌آباد           | بخش مرکزی شهرستان فسا    | تنگ کرم         | ۲۰۰۰           | ۱۶۰            | ۱۸           | ۲۴                  | ۷۵                  |
| حسین‌آباد          | بخش مرکزی شهرستان فسا    | تنگ کرم         | ۱۰۰            | ۵۰             | ۳۵           | ۱۲                  | ۶۵                  |
| حسین‌آباد          | بخش مرکزی شهرستان فسا    | روستا نامعلوم   | ۳۰۰۰           | ۱۵۰            | ۲۵           | ۱۶                  | ۷۵                  |
| حسین‌آباد هارم     | بخش مرکزی شهرستان فسا    | حسین‌آباد        | ۳۰۰۰           | ۸۰             | ۳۰           | ۱۰                  | ۱۰۰                 |
| حیدرآباد          | بخش مرکزی شهرستان فسا    | حیدرآباد        | ۳۰۰۰           | ۴۰             | ۱۲           | ۱۶                  | ۷۰                  |
| خیرآباد           | بخش مرکزی شهرستان فسا    | خیرآباد         | ۱۵۰۰           | ۳۵۰            | ۱۷           | ۱۲                  | ۸۰                  |
| خیرات             | بخش مرکزی شهرستان فسا    | روستا نامعلوم   | ۹۰۰۰           | ۵۰۰            | ۳۶           | ۸۰                  | ۴۰                  |
| دستجه             | بخش مرکزی شهرستان فسا    | صحرارود         | ۷۰۰۰           | ۳۵۰            | ۲۸           | ۴۰                  | ۹۸۰                 |
| دم گوراب          | بخش مرکزی شهرستان فسا    | روستا نامعلوم   | ۵۰۰            | ۱۰۰            | ۴۰           | ۱۶                  | ۱۵۰                 |
| دودج غیاث‌آباد     | بخش نوبندگان شهرستان فسا | غیاث‌آباد        | ۴۰۰۰           | ۱۳۰            | ۳۰           | ۳۰                  | ۱۶۰                 |
| دولت‌آباد غیاث‌آباد | بخش نوبندگان شهرستان فسا | غیاث‌آباد        | ۴۰۰۰           | ۲۰۰            | ۳۳           | ۳۵                  | ۰                   |
| رضاآباد           | بخش مرکزی شهرستان فسا    | کوشک قاضی       | ۶۷۰۰           | ۴۰۰            | ۴۰           | ۱۶                  | ۱۰۰                 |
| زرسفید            | بخش مرکزی شهرستان فسا    | خیرآباد         | ۲۰۰۰           | ۳۰۰            | ۱۵           | ۳۰                  | ۵۵                  |
| زیادآباد          | بخش مرکزی شهرستان فسا    | روستا نامعلوم   | ۱۲۰۰           | ۱۵۰            | ۳۵           | ۲۴                  | ۳۰۰                 |
| زیتونک            | بخش مرکزی شهرستان فسا    | تنگ کرم         | ۱۵۰۰           | ۷۰             | ۴۵           | ۲۴                  | ۵۰۰                 |
| سروکر             | بخش مرکزی شهرستان فسا    | سروکر           | ۵۰۰            | ۵              | ۲۰           | ۲۰                  | ۴۰۰                 |
| سعدآباد           | بخش مرکزی شهرستان فسا    | صحرارود         | ۲۰۰۰           | ۸۰             | ۱۳           | ۱۶                  | ۹۰                  |
| سلامت‌آباد         | بخش مرکزی شهرستان فسا    | صحرارود         | ۷۰۰۰           | ۱۲۰            | ۲۰           | ۳۰                  | ۲۰۰                 |
| شستگان            | بخش مرکزی شهرستان فسا    | شستگان          | ۳۰۰۰           | ۱۲۰            | ۲            | ۲۵                  | ۲۸۸                 |
| ششده              | بخش ششده شهرستان فسا     | ششده            | ۴۵۰            | ۰              | ۰            | ۵۳                  | ۴۵۰                 |
| شمس‌آباد           | بخش مرکزی شهرستان فسا    | کجوئیه          | ۶۰۰            | ۱۵۰            | ۳۰           | ۵۰                  | ۱۵۰                 |
| شورجه             | بخش مرکزی شهرستان فسا    | صحرارود         | ۴۰۰۰           | ۱۸۰            | ۲۷           | ۱۶                  | ۸۰                  |
| شیشدانگ           | بخش نوبندگان شهرستان فسا | شیشدانگ         | ۴۰۰۰           | ۸۰             | ۴۵           | ۳۱                  | ۹۲                  |
| صادق‌آباد          | بخش مرکزی شهرستان فسا    | جنگل            | ۴۰۰۰           | ۲۵۰            | ۲۰           | ۱۵                  | ۶۰                  |
| صالح‌آباد          | بخش نوبندگان شهرستان فسا | صالح‌آباد        | ۵۰۰            | ۶۰             | ۳۰           | ۳۷                  | ۱۷۰                 |
| علی‌آباد           | بخش مرکزی شهرستان فسا    | خیرآباد         | ۲۲۰۰           | ۳۶۰            | ۲۴           | ۱۲                  | ۱۷۰                 |
| علی‌آباد           | بخش ششده شهرستان فسا     | ششده            | ۹۵۰            | ۷۰             | ۴۰           | ۱۲                  | ۱۷                  |
| علی‌آباد دهشیب     | بخش نوبندگان شهرستان فسا | دهشیب           | ۷۰۰۰           | ۲۵۷            | ۲۰           | ۵۰                  | ۰                   |
| علی‌آباد کوچک      | بخش مرکزی شهرستان فسا    | صحرارود         | ۴۵۰۰           | ۱۷۰            | ۱۷           | ۱۲                  | ۸۵                  |
| فتح‌آباد           | بخش مرکزی شهرستان فسا    | روستا نامعلوم   | ۳۰۰            | ۳۰۰            | ۳۰           | ۱۶                  | ۱۲۰                 |
| فیض‌آباد           | بخش مرکزی شهرستان فسا    | روستا نامعلوم   | ۳۵۰۰           | ۶۰۰            | ۴۵           | ۱۰۰                 | ۲۰۰                 |
| قنابری            | بخش مرکزی شهرستان فسا    | جنگل            | ۳۰۰۰           | ۲۰۰            | ۱۴           | ۱۶                  | ۱۰۵                 |
| محمودآباد         | بخش مرکزی شهرستان فسا    | صحرارود         | ۲۰۰۰           | ۱۴۰            | ۱۴           | ۲۰                  | ۱۰۰                 |
| محمودآباد         | بخش مرکزی شهرستان فسا    | روستا نامعلوم   | ۱۲۰۰           | ۶۰             | ۱۴           | ۲۰                  | ۳۴۴                 |
| معین‌آباد          | بخش نوبندگان شهرستان فسا | اصل‌آباد         | ۳۰۰۰           | ۵۰۰            | ۳۵           | ۳۰                  | ۶۳۰                 |
| معین‌آباد          | بخش مرکزی شهرستان فسا    | معین‌آباد        | ۴۰۰            | ۲۵             | ۱۲           | ۲۰                  | ۱۰۰                 |
| موردک             | بخش مرکزی شهرستان فسا    | خیرآباد         | ۲۲۰۰           | ۱۲۰            | ۲۵           | ۱۵                  | ۲۰۰                 |
| نجف‌آباد           | بخش مرکزی شهرستان فسا    | اکبرآباد شورجه  | ۱۰۰۰           | ۱۵۰            | ۲۴           | ۶                   | ۱۰۰                 |
| نظرگشته           | بخش مرکزی شهرستان فسا    | کوشک قاضی       | ۱۵۰۰           | ۶۰             | ۲۵           | ۱۲                  | ۱۲۰                 |
| نفسی              | بخش مرکزی شهرستان فسا    | تنگ گرم         | ۱۵۰۰           | ۷۵             | ۳۴           | ۱۶                  | ۸۰                  |
| وکیل‌آباد          | بخش مرکزی شهرستان فسا    | تنگ کرم         | ۱۰۰۰           | ۳۰             | ۲۸           | ۱۵۰                 | ۳۳۶                 |
| وکیل‌آباد جنگل     | بخش مرکزی شهرستان فسا    | وکیل‌آباد        | ۱۵۰۰           | ۵۰             | ۲۵           | ۱۰                  | ۴۸                  |
| کته نو            | بخش ششده شهرستان فسا     | قادرآباد        | ۵۰۰۰           | ۳۰۰            | ۴۰           | ۲۰                  | ۳۹۰                 |
| کجوئیه            | بخش مرکزی شهرستان فسا    | روستا نامعلوم   | ۳۰۰            | ۱۰             | ۲۰           | ۵۰                  | ۳۰۰                 |
| کزپیز             | بخش مرکزی شهرستان فسا    | خیرآباد         | ۲۰۰۰۰          | ۳۵             | ۳۰           | ۸                   | ۷۰                  |
| کهنکویه           | بخش مرکزی شهرستان فسا    | کهنکویه         | ۳۰۰۰           | ۲۰۰            | ۳۵           | ۳۰                  | ۲۰۰                 |
| یوزدان            | بخش مرکزی شهرستان فسا    | جنگل            | ۱۰۰۰           | ۵۰             | ۳۰           | ۱۲                  | ۱۲                  |